# ایستون (واشینگتن)
ایستون، واشینگتن یک حوزه سرشماری در شهرستان کیتیتاس، واشینگتن واشینگتن است. در سرشماری ۲۰۱۰ ایالات متحده آمریکا جمعیت این منطقه ۴۷۸ نفر بود.